# Cuprum Stilon Gorzów
Cuprum Stilon Gorzów S.A. – polski męski klub siatkarski z siedzibą w Gorzowie Wielkopolskim. Powstał 15 maja 2024 roku w wyniku fuzji klubu Cuprum Lubin ze spółką Siatkarski Gorzów odpowiedzialną za II-ligowy zespół Agencja Inwestycyjna Stilon Gorzów.
23 stycznia 2025 roku sponsorem klubu został totalizator sportowy - Lotto.

## Bilans sezonów
| Sezon     | Rozgrywki ligowe | Rozgrywki ligowe | Puchar Polski |
| Sezon     | Poziom           | Miejsce          | Puchar Polski |
| --------- | ---------------- | ---------------- | ------------- |
| 2024/2025 | PlusLiga         | 12/16            |               |

Poziom rozgrywek:
     pierwszy poziom
     drugi poziom
     trzeci poziom
     czwarty poziom

## Kadra zespołu w sezonie 2025/2026[5]
Sztab szkoleniowy
- Pierwszy trener:  Hubert Henno

| Nr                     | Imię i nazwisko     | Data ur.   | Wzrost | Pozycja      |
| ---------------------- | ------------------- | ---------- | ------ | ------------ |
| 1                      | Hubert Węgrzyn      | 06.01.2000 | 200    | środkowy     |
| 5                      | Wojciech Ferens     | 05.04.1991 | 194    | przyjmujący  |
| 11                     | Marcin Kania        | 14.02.1996 | 203    | środkowy     |
| 16                     | Chizoba Neves Atu   | 25.07.1997 | 200    | atakujący    |
| 21                     | Kamil Kwasowski     | 13.09.1990 | 199    | przyjmujący  |
| 92                     | Kamil Dembiec       | 07.02.1992 | 178    | libero       |
| Potwierdzone transfery |                     |            |        |              |
|                        | Mathis Henno        | 25.02.2005 | 195    | przyjmujący  |
|                        | Eduardo Carísio     | 19.01.1996 | 190    | rozgrywający |
|                        | Patryk Niemiec      | 18.02.1997 | 202    | środkowy     |
|                        | Krzysztof Rejno     | 22.02.1993 | 203    | środkowy     |
|                        | Daniel Gąsior       | 09.01.1995 | 200    | atakujący    |
|                        | Szymon Gregorowicz  | 07.03.1994 | 183    | libero       |
|                        | Marcin Waliński     | 24.10.1990 | 196    | przyjmujący  |
|                        | Mateusz Maciejewicz | 12.03.2002 | 180    | rozgrywający |
|                        | Wojciech Więcławski | 17.04.2005 | 194    | przyjmujący  |

## Trenerzy
| Imię i nazwisko | Okres pełnienia funkcji | Okres pełnienia funkcji |
| --------------- | ----------------------- | ----------------------- |
| Andrzej Kowal   | 05.07.2024              | 06.05.2025              |
| Hubert Henno    | 08.06.2025              |                         |

## Obcokrajowcy w drużynie
| Lata gry  | Imię i nazwisko   | Pozycja      |
| --------- | ----------------- | ------------ |
| 2024-2025 | Mathijs Desmet    | przyjmujący  |
| 2024-2025 | Vuk Todorović     | rozgrywający |
| 2024-2025 | Robert Täht       | przyjmujący  |
| 2024-     | Chizoba Neves Atu | atakujący    |
| 2025-     | Eduardo Carísio   | rozgrywający |
| 2025-     | Mathis Henno      | przyjmujący  |